# Yamaha FZ 8
Die FZ 8 ist eine Motorradbaureihe des japanischen Herstellers Yamaha Motor. Das Motorrad ist als Naked Bike FZ 8 oder als Sporttourer Fazer 8 erhältlich. Die Fazer 8 hat, im Gegensatz zur FZ 8, eine Teilverkleidung.
Dem klassentypischen Trend der sportlichen Mittelklassemodelle nach mehr Hubraum folgend, hat die FZ 8 die vorherige Modellreihe FZ 6 abgelöst. Auch die Leistung lagt mit 78 kW (106 PS) im Bereich der Mitbewerber: Aprilia SL 750 Shiver, BMW F 800 R, Ducati Monster 796, Honda Hornet, Kawasaki Z 750, Suzuki GSR 750 und Triumph Street Triple.
Im direkten Vergleich mit der FZ 1 fallen beim Design einige leichte Unterschiede auf: Die FZ 1 war eher ein Streetfighter, während die FZ 8 etwas dezenter als modernes Naked Bike gestaltet worden ist.

## Technik
ABS wurde in Deutschland serienmäßig verbaut. Es war aber auch eine Variante ohne ABS im Handel. Die Version ohne ABS ist sehr leicht an der fehlenden Verkleidung von Auspuff und Motor zu erkennen. Die Modelle mit ABS haben dort einen zweiteiligen Motorspoiler, welcher Bauteile des ABS-Systems verdeckt.
Beim Motor handelt es sich um eine reduzierte Version der FZ 1. Der Hubraum (Hub 53,6 mm) wurde mittels einer kleineren Bohrung von 68,0 mm verringert, die Kurbelwelle erleichtert, und es kommt ein Zylinderkopf mit nur vier Ventilen zum Einsatz. Somit reduziert sich die Leistung von 150 auf 106 PS. Damit wurde eine Höchstgeschwindigkeit von 218 km/h erreicht. Die Maschine hat einen geregelten Katalysator. Der Verbrauch wurde in Tests zwischen fünf und 7,3 l/100 km Super Bleifrei angegeben. Der Tank fasste 17 l.
Rahmen und Schwinge aus Aluminium sind auch identisch mit der FZ1. Der große Unterschied liegt in den einstellbaren Federelementen der FZ 1. Bei der FZ 8 lässt sich lediglich die Federbasis des Federbeins verstellen. Die Federung wurde 2013 gestrafft.

## Farbvarianten
Die FZ 8 war zunächst in den Farben Schwarz, Weiss, Blau erhältlich. Im Modelljahr 2011 waren die Farben blau mit goldenen Felgen, weiß mit goldenen Felgen und schwarz mit schwarzen Felgen lieferbar. Die Variante ohne ABS war nur in Schwarz mit schwarzen Felgen lieferbar. Das Modell ohne ABS wurde im Jahr 2012 weiterhin in schwarz angeboten.
Zum Modelljahr 2012 wurden die Farben erneut geändert. Die FZ 8 war nun in Weiß mit schwarzen Felgen, schwarz mit goldenen Felgen und grau seidenmatt mit schwarzen Felgen lieferbar. Zudem gibt es ein Sondermodell in den Yamaha-Racing Farben weiß/rot zum 50-jährigen Rennsport-Jubiläum von Yamaha. Auch bei diesem Modell waren die Felgen schwarz lackiert.

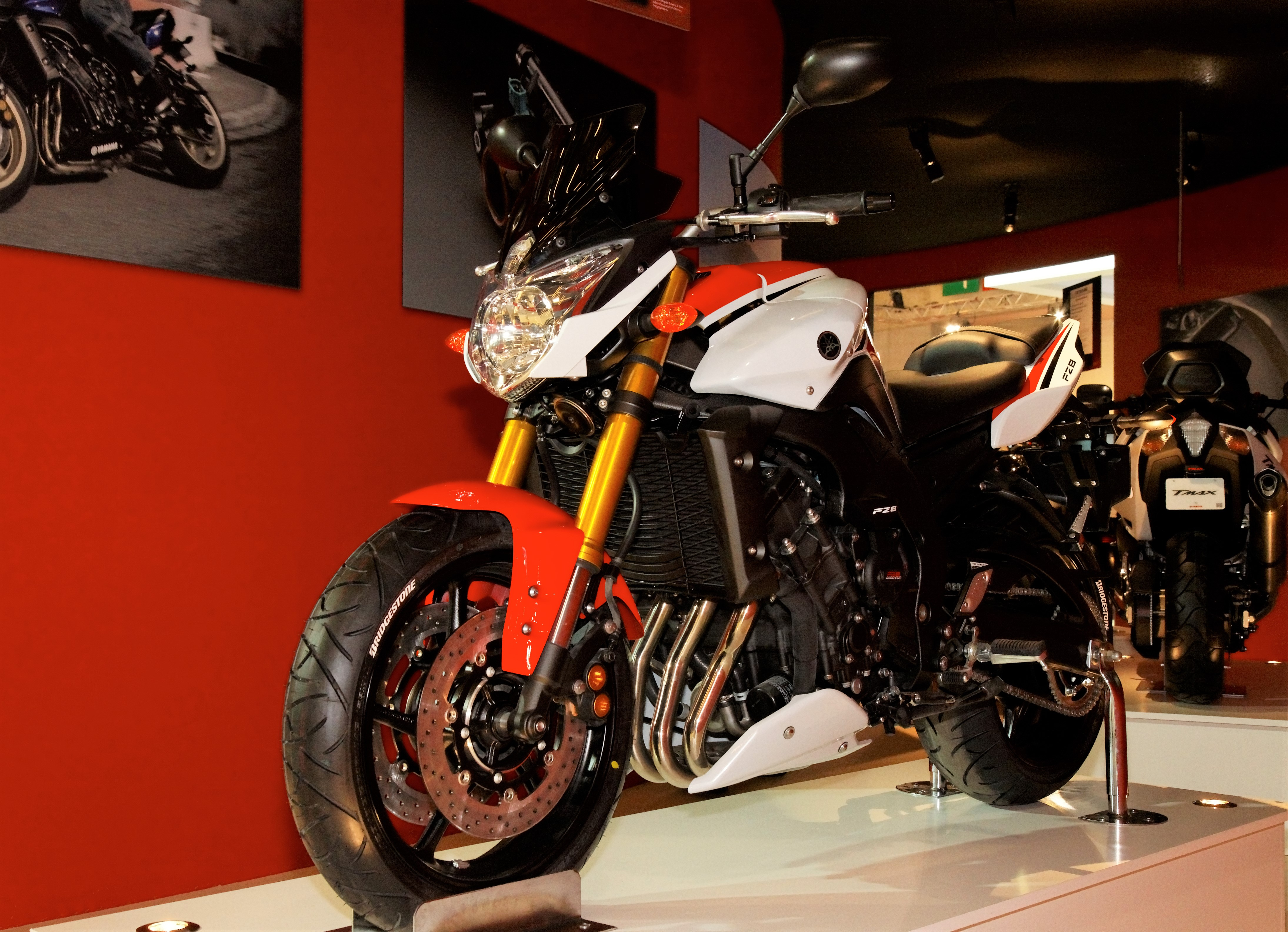
Salon de la moto 2011
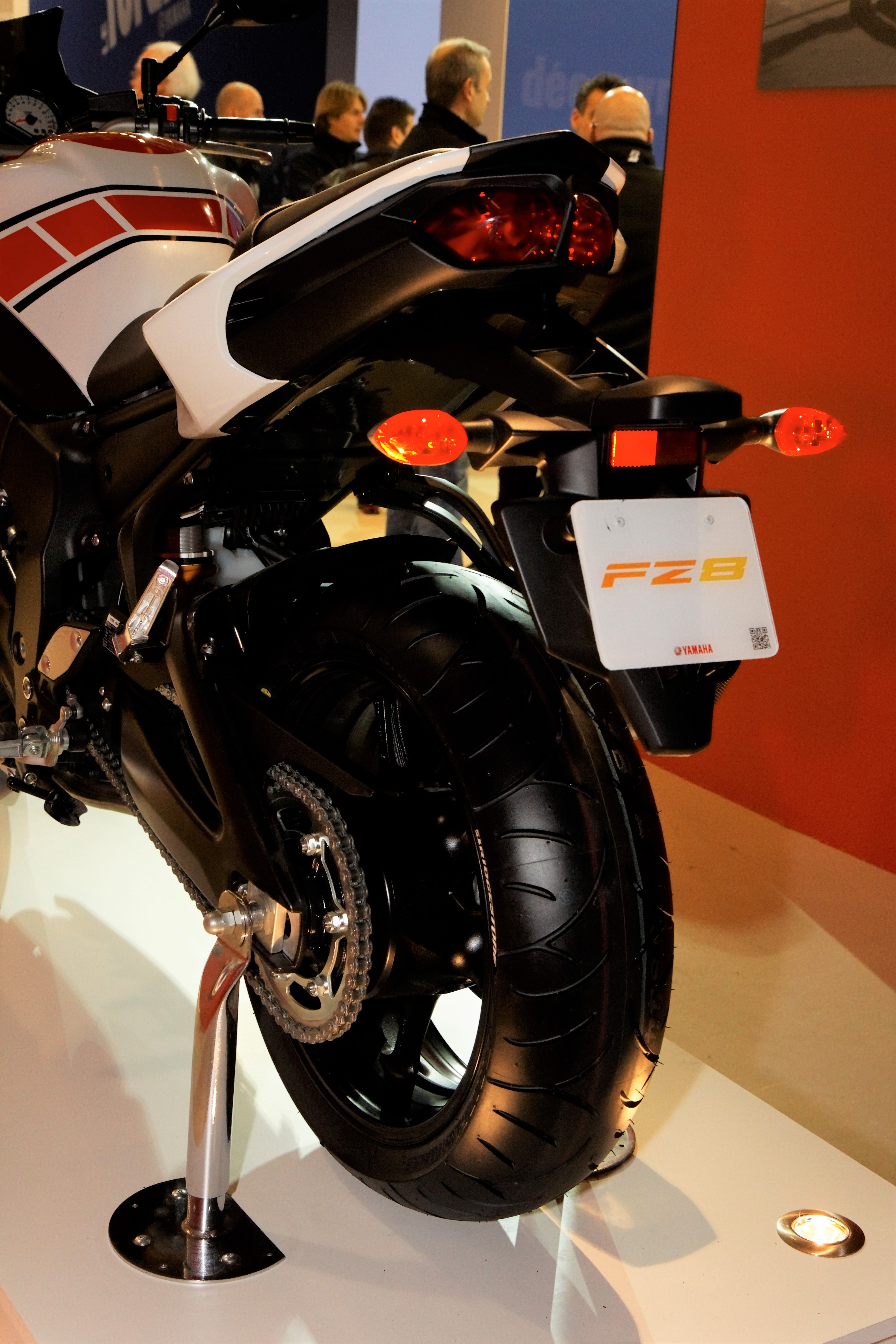
Heckansicht
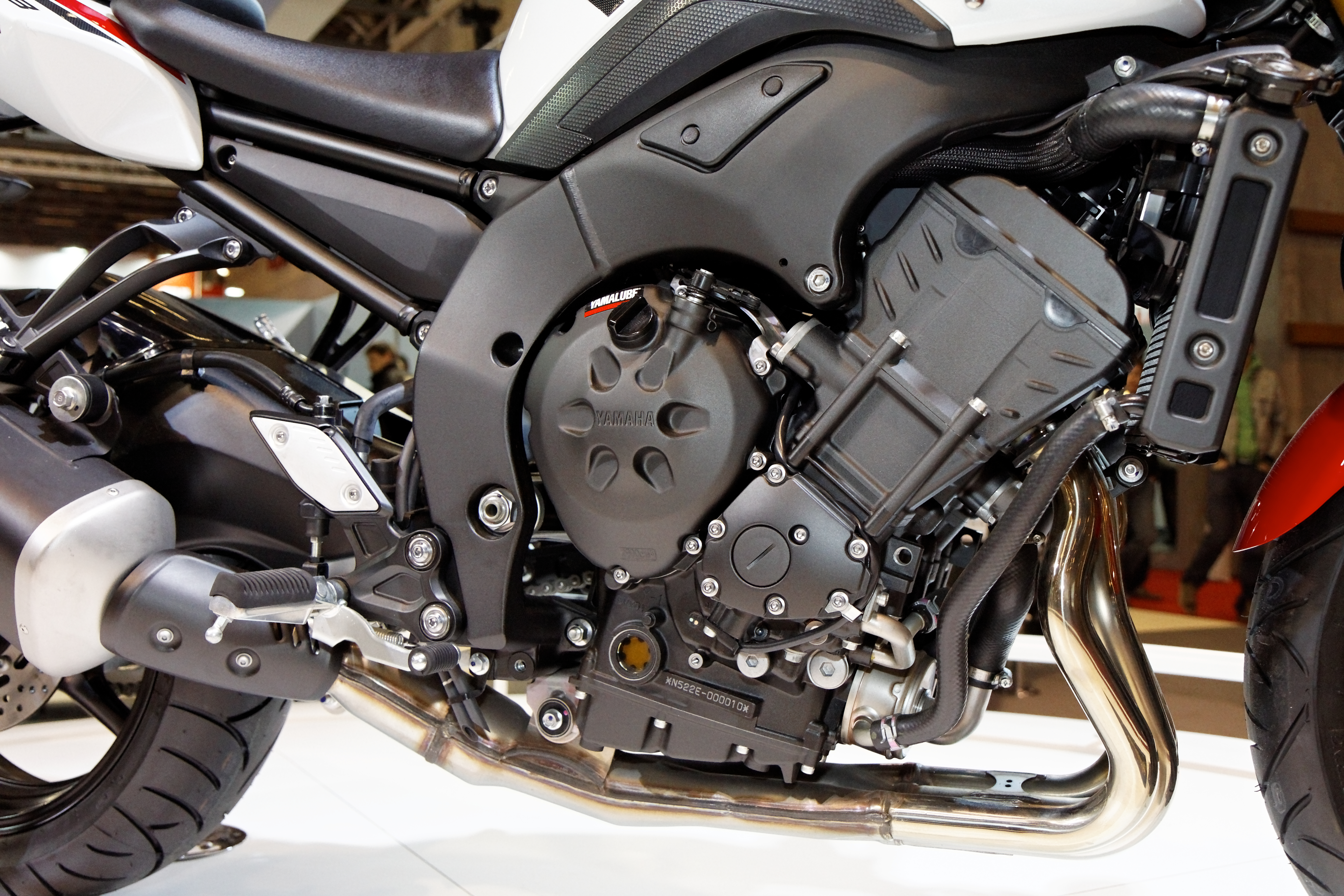
Salon de la moto 2011
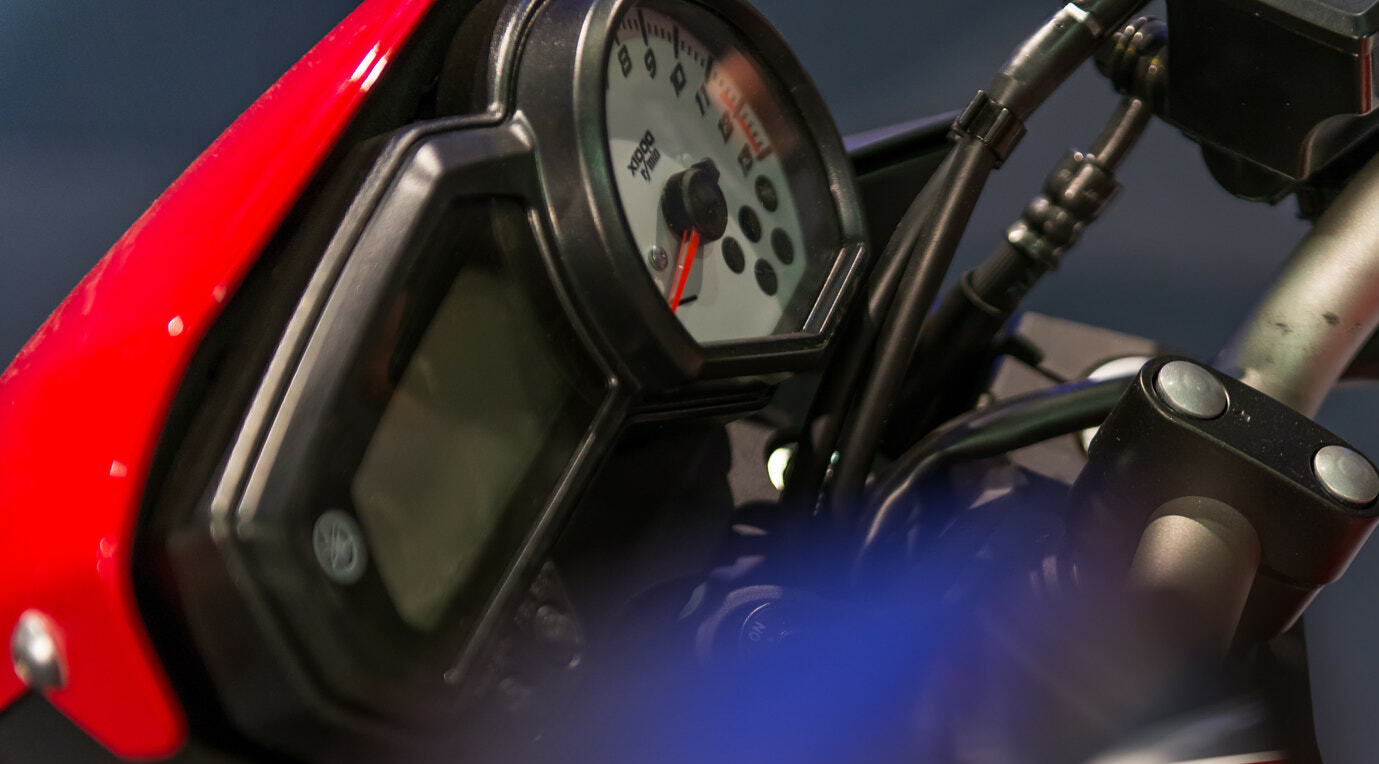
Instrumente